# George Baxt
George Baxt (Brooklyn, 11 juin 1923 - New York, 28 juin 2003) est un scénariste et un écrivain américain de roman policier.

## Biographie
Après des études à Brooklyn, George Baxt devient historien de théâtre et de cinéma.  En 1957, il se rend à Londres où il réside pendant cinq ans.  Pendant ce séjour, il signe plusieurs scénarios de films d'épouvante de série B et de dix des trente-neuf épisodes de la série télévisée Sword of Freedom (en).
De retour en Amérique au début des années 1960, il adapte des classiques de la littérature et du cinéma pour la télévision et écrit, en 1964, un épisode de la série policière Les Accusés (The Defenders). 
En 1966, il publie Drôle de sauna ! (A Queer Kind of Death), premier roman d'une trilogie où apparaît son héros récurrent, le détective noir et homosexuel Pharoah Love, qui enquête dans le milieu gay de New York.  Le ton humoristique de Baxt donne vie et sensibilité à un univers marginal jusqu'alors dépeint de façon sordide ou avec mépris dans le roman noir.  Ayant laissé tomber Pharoah Love une fois la trilogie complétée, Baxt le ressuscite dans les années 1990 le temps de trois nouvelles enquêtes dans deux romans et une nouvelle.  Avec Love, Baxt ouvre la voie à la littérature policière gay des Joseph Hansen et Michael Nava.
En parallèle à la série Pharoah Love, Baxt crée celle de l'inspecteur Van Larsen du service des personnes disparues qui, avec l'aide de l'enseignante Sylvia Plotkin, tente de percer des énigmes plus comiques et absurdes que sinistres et violentes avec pour toile de fond les quartiers de la Grosse Pomme.
Enfin, tout comme Stuart Kaminsky avant lui, Baxt met à profit ses connaissances cinématographiques dans une série de romans policiers dont les personnages sont des célébrités du cinéma des années 1940 et 1950.  Situées dans le Hollywood des grands studios et des quartiers huppés, les enquêtes animent des monstres sacrés que l'auteur a souvent lui-même côtoyés.  D'ailleurs, dans The Tallulah Bankhead Murder Case, Baxt est l'un des personnages du récit.
Entre 1980 et 1995, George Baxt a également signé une quarantaine de nouvelles policières parues dans le Ellery Queen's Mystery Magazine.
Il meurt en 2003 des suites d'une opération.

## Œuvre

### Romans

#### SériePharoah Love
- A Queer Kind of Death (1966) Publié en français sous le titre Drôle de sauna !, Paris, Gallimard, coll. « Série noire » no 1152, 1967
- Swing Love, Sweet Harriet (1967)
- Topsy and Evil (1968)
- A Queer Kind of Love (1994) Publié en français sous le titre Les Morts particulières, Paris, Librairie des Champs-Élysées, coll. « Le Masque » no 2279, 1996
- A Queer Kind of Umbrella (1995) Publié en français sous le titre Un drôle de pépin, Paris, Librairie des Champs-Élysées, coll. « Le Masque » no 2344, 1997

#### SérieVan Larsen et Plotkin
- A Parade of Cockeyed Creatures; or, Did Someone Murder Our Wandering Boy? (1967) Publié en français sous le titre Bourreau de parents, Paris, Gallimard, coll. « Série noire » no 1250, 1969
- "I !" Said the Demon (1969)
- Satan is a Woman (1987)

#### SérieCélébrités
- The Dorothy Parker Murder Case (1984) Publié en français sous le titre Du sang dans les années folles, Paris, J'ai lu, coll. « Polar » no 2952, 1991
- The Alfred Hitchcock Murder Case (1986) Publié en français sous le titre Le Meurtre d'Alfred Hitchcock, Paris, Librairie des Champs-Élysées, coll. « Le Masque » no 2049, 1991
- The Tallulah Bankhead Murder Case (1987)
- The Talking Pictures Murder Case (1990)
- The Greta Garbo Murder Case (1992)
- The Noel Coward Murder Case (1992)
- The Marlene Dietrich Murder Case (1993)
- The Mae West Murder Case (1993)
- The Bette Davis Murder Case (1994)
- The Humphrey Bogart Murder Case (1995)
- The William Powell and Myrna Loy Murder Case (1996)
- The Fred Astaire and Ginger Rogers Murder Case (1997)
- The Clark Gable and Carole Lombard Murder Case (1998)

#### Autres romans
- The Affair at Royalties (1971) Publié en français sous le titre Crime et Sentiment, Paris, Librairie des Champs-Élysées, coll. « Le Masque » no 2085, 1992
- Burning Sappho (1972)
- The Neon Graveyard (1979)
- Process of Elimination (1984) Publié en français sous le titre Par élimination, Paris, Librairie des Champs-Élysées, coll. « Le Masque » no 2130, 1993
- Who's Next? (1988)

### Nouvelles

#### SériePharaon Love
- Full Moon (1994)

#### Autres nouvelles
- Cut from the Same Cloth (1980)
- What You Been Up to Lately? (1981) Publié en français sous le titre Qu'est-ce que tu deviens ?, Paris, Néo, Polar no 26, janvier 1983
- What’sisname (1981)
- Show Me a Hero (1981)
- Show Business (1982)
- Play Lover for Me (1982)
- Writer’s Block (1982)
- The Woman I Envied (1982)
- Clap Hands, There Goes Charlie (1982)
- I Wish He Hadn’t Said That (1982)
- Mary, Mary, Quite Contrary (1983)
- The Vulture Within (1983)
- Call Him Ishmael (1984)
- Gertrude and Alice and Spite and Malice (1984)
- Handig (1985)
- Tell It to Lucretia (1985)
- The Woman Who Cried Wolf (1985)
- In the Time of Nick (1986)
- Question Mark (1986)
- Stroke of Genius (1987) Publié en français sous le titre Coup de génie, dans Anthologie du Mystère 89 : les dernières nouvelles du crime, Paris, LGF, coll. « Le Livre de poche » no 6569, 1989
- Adamant Eve (1987)
- Have a Nice Death (1987)
- Neatness Counts (1987)
- The William Shakespeare Murder Case (1987)
- A Fool and His Money (1988)
- Going to Pieces (1988)
- The Man Who Slew Too Much (1989) Publié en français sous le titre L'Homme qui en tuait trop, dans l'anthologie Histoires de cinglés, Paris, Presses-Pocket, coll. « Noir » no 3227, 1990
- Go to the Devil (1989)
- The Burying of Treasure (1989) Publié en français sous le titre La Cassatte au trésor, Paris, Rivages, Polar/Rivages no 5, janvier 1992
- Widow’s Pique (1990)
- Drink to Me Only (1990)
- Guess Who (1990) Publié en français sous le titre Trans...mission, dans Alfred Hitchcock magazine (2e série), Paris, LGF, coll. « Le Livre de poche », janvier-février 1992 ; réédition dans l'anthologie Alfred Hitchcock démasque l'hôte d'un soir, Paris, Librairie des Champs-Élysées, coll. « Club des masques », 1995
- I Saw Mommy Killing Santa Claus (1990) Publié en français sous le titre J'ai vu maman tuer le Père Noël, dans l'anthologie Histoires délicieusement délictueuses, Paris, LGF, coll. « Le Livre de poche » no 9500, 1993 ; réédition dans Frissons de Noël, Paris, Éditions du Masque, 1998
- Play It by Fear (1990) Publié en français sous le titre Et si on essayait la peur ?, dans Anthologie du Mystère 91 : les dernières nouvelles du crime, Paris, Éditions du Masque, coll. « Grand Format », 1991
- Unreasonable Facsimile (1991)
- Hearing Voices (1991)
- Any Resemblance Living or Dead (1991)
- I Hate Lucy (1991)
- Exotic Cuisine (1992)
- Secrets Can Be Dangerous to Your Health (1993)
- Splitting Heirs (1993)
- Uneasy Lies the Dead (1993)
- Premonitions (1995)
- All Keyed Up (1995)

## Filmographie

### Au cinéma
- 1958 : La Revanche de Frankenstein (The Revenge of Frankenstein), film américain réalisé par Terence Fisher, avec Peter Cushing (Baxt n'est pas crédité au générique)
- 1960 : Le Cirque des horreurs (Circus of Horrors), film britannique réalisé par Sidney Hayers
- 1960 : La Cité des morts (The City of the Dead), film britannique réalisé par John Llewellyn Moxey, avec Christopher Lee
- 1961 : Les Gangsters (Payroll), film britannique réalisé par Sidney Hayers
- 1961 : Le Spectre du chat (Shadow of the Cat), film britannique réalisé par John Gilling
- 1962 : Brûle, sorcière, brûle! (Night of the Eagle), film britannique réalisé par Sidney Hayers
- 1964 : Thunder in Dixie, film américain réalisé par William T. Naud
- 1965 : Strangler's Web, film britannique réalisé par John Llewellyn Moxey
- 1971 : Male Bait, film britannique réalisé par Peter Curran
- 1972 : Le Cirque des vampires (Vampire Circus), film britannique réalisé par Robert William Young (Baxt n'est pas crédité au générique)
- 1972 : La Tour du diable (Tower of Evil), film réalisé par Jim O'Connolly

### À la télévision
- 1951 : Goodyear Television Playhouse (en), série américaine (1951 - 1957) (Baxt fait partie de l'équipe des scripteurs) :
  - The Personal Touch. saison 4, épisode 2
- 1957 : Sword of Freedom (en), série britannique (1957 - 1958) : 
  - The Suspects, saison 1, épisode 2
  - The Tower, saison 1, épisode 17
  - The Besieged Duchess, saison 1, épisode 19
  - The Slave, saison 1, épisode 21
  - The Lion and the Mouse, saison 1, épisode 24
  - Strange Intruder, saison 1, épisode 27
  - A Game of Chance, saison 2, épisode 6
  - Who is Felicia ?, saison 2, épisode 8
  - Violetta, saison 2, épisode 9
  - Adriana, saison 2, épisode 11
- 1958 : Ivanhoé, série britannique (1958 - 1959) :
  - Le Mercenaire (Freelance), saison 1, épisode 26
- 1958 : Meet Me in St. Louis, téléfilm américain réalisé par George Schaefer
- 1960 : Mrs. Miniver, téléfilm américain par Marc Daniels
- 1960 : Family Classics: The Three Musketeers, téléfilm américain par Tom Donovan
- 1960 : The DuPont Show of the Month, série américain (1957-1961) :
- The Scarlet Pimpernel, saison 4, épisode 4
- 1960 : No Hiding Place, série britannique (1959 - 1967) :
  - Fair Lady, saison 2, épisode 25
- 1964 : Les Accusés (The Defenders), série américaine (1961 - 1965) :
  - The Hidden Fury, saison 3, épisode 24
- 1965 : The Edgar Wallace Mystery Theatre, série britannique (1960 - 1965) :
  - Strangler's Web, saison 6, épisode 3
- 1982 : Bizarre, bizarre, série britannique (1979 - 1988) : 
  - Les Comédiens (What Have You Been up to Lately ?), saison 5, épisode 13 - adaptation signée par Denis Cannan de la nouvelle éponyme de Baxt publiée en 1981